# Ozineus dubius
Ozineus dubius är en skalbaggsart som beskrevs av Aurivillius 1922. Ozineus dubius ingår i släktet Ozineus och familjen långhorningar. Inga underarter finns listade i Catalogue of Life.